# Chaîne du Lapchi Kang
La chaîne du Lapchi Kang,, ou Pamari Himal, est située à la frontière entre le Tibet en Chine et le Népal, entre Rolwaling (en), Rongshar (en) et Nyalam, et culminant à 7 367 mètres d'altitude au Lapche Kang. C'est un des plus grands sites de pèlerinage au sud du Tibet.
Sur un plan religieux, Lapchi est considérée comme équivalent de Godâvarî, un des 24 lieux associées à la fois au dieu hindou Shiva et à la déité bouddhique Chakrasamvara. Le yogi Milarépa passa plusieurs années en retraite méditative dans la région de Lapchi.